# Comté de Levy
Pour les articles homonymes, voir Levy.
Le comté de Levy (Levy County) est un comté situé dans l'État de Floride, aux États-Unis. Sa population était estimée en 2005 à 37 998 habitants. Son siège est Bronson. Le comté a été fondé en 1845 et a été nommé en hommage à David Levy Yulee, homme politique américain.

## Comtés adjacents
- Comté de Dixie (ouest)
- Comté de Gilchrist (nord)
- Comté d'Alachua (nord-est)
- Comté de Marion (est)
- Comté de Citrus (sud-ouest)

## Principales villes
- Bronson
- Cedar Key
- Chiefland
- Fanning Springs
- Inglis
- Otter Creek
- Williston
- Yankeetown

## Démographie
| Groupe                           | Comté de Levy | Floride | États-Unis |
| -------------------------------- | ------------- | ------- | ---------- |
| Blancs                           | 85,5          | 75,0    | 72,4       |
| Afro-Américains                  | 9,4           | 16,0    | 12,6       |
| Autres                           | 2,2           | 3,7     | 6,4        |
| Métis                            | 1,9           | 2,5     | 2,9        |
| Asiatiques                       | 0,6           | 2,4     | 4,8        |
| Amérindiens                      | 0,4           | 0,4     | 0,9        |
| Total                            | 100           | 100     | 100        |
|                                  |               |         |            |
| Hispaniques et Latino-Américains | 7,5           | 22,5    | 16,7       |

| 1850 | 1860  | 1870  | 1880  | 1890  | 1900  |
| ---- | ----- | ----- | ----- | ----- | ----- |
| 465  | 1 781 | 2 018 | 5 767 | 6 586 | 8 603 |

| 1910   | 1920  | 1930   | 1940   | 1950   | 1960   |
| ------ | ----- | ------ | ------ | ------ | ------ |
| 10 361 | 9 921 | 12 456 | 12 550 | 10 637 | 10 364 |

| 1970   | 1980   | 1990   | 2000   | 2010   | - |
| ------ | ------ | ------ | ------ | ------ | - |
| 12 756 | 19 870 | 25 923 | 34 450 | 40 801 | - |